# John Evans (cầu thủ bóng đá, sinh 1941)
John David Evans (sinh ngày 24 tháng 3 năm 1941) là một cầu thủ bóng đá người Anh, thi đấu ở vị trí hậu vệ ở Football League cho Chester.